# Lista över dammedaljörer i slalomvärldsmästerskapen i kanadensare
Detta är en lista över samtliga medaljörer i kanadensare på damsidan i slalomvärldsmästerskapen i kanotsport.

## C-1
| Spel                    | Guld                   | Silver                 | Brons                    |
| Tacen 2009 (uppvisning) | Leanne Guinea (AUS)    | Rosalyn Lawrence (AUS) | Jessica Fox (AUS)        |
| Tacen 2010              | Jana Dukátová (SVK)    | Leanne Guinea (AUS)    | Jessica Fox (AUS)        |
| Bratislava 2011         | Kateřina Hošková (CZE) | Cen Nanqin (CHN)       | Katarína Macová (SVK)    |
| Prag 2013               | Jessica Fox (AUS)      | Mallory Franklin (GBR) | Caroline Loir (FRA)      |
| Deep Creek Lake 2014    | Jessica Fox (AUS)      | Mallory Franklin (GBR) | Oriane Rebours (FRA)     |
| London 2015             | Jessica Fox (AUS)      | Kateřina Hošková (CZE) | Núria Vilarrubla (ESP)   |
| Pau 2017                | Mallory Franklin (GBR) | Tereza Fišerová (CZE)  | Ana Sátila (BRA)         |
| Rio de Janeiro 2018     | Jessica Fox (AUS)      | Mallory Franklin (GBR) | Tereza Fišerová (CZE)    |
| La Seu d'Urgell 2019    | Andrea Herzog (GER)    | Jessica Fox (AUS)      | Nadine Weratschnig (AUT) |

## C-1 lag
| Spel                                       | Guld                                                          | Silver                                                        | Brons                                                         |
| Bratislava 2011 (icke-officiell gren)      | Jessica Fox Rosalyn Lawrence Leanne Guinea Australien         | Teng Qianqian Cen Nanqin Xu Yanru Kina                        | Mira Louen Michaela Grimm Lena Stöcklin Tyskland              |
| Prag 2013                                  | Jessica Fox Rosalyn Lawrence Alison Borrows Australien        | Kateřina Hošková Monika Jančová Anna Koblencová Tjeckien      | Mira Louen Lena Stöcklin Karolin Wagner Tyskland              |
| Deep Creek Lake 2014 (icke-officiell gren) | Kateřina Hošková Monika Jančová Martina Satková Tjeckien      | Mallory Franklin Jasmine Royle Eilidh Gibson Storbritannien   | Caroline Loir Oriane Rebours Lucie Baudu Frankrike            |
| London 2015                                | Jessica Fox Rosalyn Lawrence Alison Borrows Australien        | Kateřina Hošková Monika Jančová Tereza Fišerová Tjeckien      | Julia Schmid Viktoria Wolffhardt Nadine Weratschnig Österrike |
| Pau 2017                                   | Mallory Franklin Kimberley Woods Eilidh Gibson Storbritannien | Jessica Fox Noemie Fox Rosalyn Lawrence Australien            | Tereza Fišerová Monika Jančová Eva Říhová Tjeckien            |
| Rio de Janeiro 2018                        | Mallory Franklin Kimberley Woods Bethan Forrow Storbritannien | Tereza Fišerová Kateřina Havlíčková Gabriela Satková Tjeckien | Lucie Prioux Lucie Baudu Claire Jacquet Frankrike             |
| La Seu d'Urgell 2019                       | Jessica Fox Noemie Fox Rosalyn Lawrence Australien            | Núria Vilarrubla Klara Olazabal Ainhoa Lameiro Spanien        | Tereza Fišerová Eva Říhová Kateřina Havlíčková Tjeckien       |